# فرانسیسکو واکا
فرانسیسکو واکا (انگلیسی: Francisco Vaca؛ زادهٔ ۲۴ ژوئیهٔ ۱۹۵۱) سیاستمدار، و معمار اهل بولیوی است.
واکا در رشته معماری تحصیل کرد و مدرک فوق لیسانس خود را از دانشگاه آندینا در سوکره گرفت. او از سال ۱۹۹۱ تا ۱۹۹۲ یکی از اعضای شورای شهر تاریجا بود و در همان دوره به عنوان شهردار موقت شهر خدمت کرد. بین سالهای ۱۹۹۶ و ۱۹۹۷ او یکی از اعضای شورای منطقه تاریجا بود.